# Raville-sur-Sânon
Raville-sur-Sânon je francouzská obec v departementu Meurthe-et-Moselle v regionu Grand Est. V roce 2013 zde žilo 103 obyvatel.

## Poloha obce
Sousední obce jsou: Bauzemont, Bienville-la-Petite, Crion a Einville-au-Jard.

## Vývoj počtu obyvatel
Počet obyvatel